# Edmontozaur
Edmontozaur (Edmontosaurus) – czworonożny, roślinożerny dinozaur z rodziny hadrozaurów, z podrodziny hadrozaurów płaskogłowych. Jeden z największych ich przedstawicieli. Inne jego nazwy to Anatosaurus, Thespesius.
Znaczenie jego nazwy – jaszczur z Edmonton.
Osiągał 13 metrów długości i 5-6 ton wagi.
Występował w okresie późnej kredy około 71–65 milionów lat temu. Teren zasięgu występowania – Ameryka Północna w Kanadzie (Alberta), i USA (Alaska, Montana Wyoming Kalifornia).

## Klasyfikacja i budowa
Edmontozaur należy do jednej z dwóch podrodzin hadrozaurydów – do Hadrosaurinae, czyli płaskogłowych dinozaurów kaczodziobych. Właściwie to wśród hadrozaurynów występowały także formy z ozdobami na głowach, takimi jak garb przed nosem u Grypozaura i Kritozaura, różkami między oczami u Majazaury, Prozaurolofa i Loforotona, i nawet długimi wyrostkami z tyłu czaszki u Zaurolofa. Edmontosaurus nie miał na głowie kostnego grzebienia; opisany przez Bella i współpracowników (2014) okaz odkryty w osadach kanadyjskiej formacji Wapiti miał natomiast na głowie niewielki grzebień z tkanek miękkich. Edmontozaura oraz jego najbliższych krewnych anatotytana i szantungozaura łączy się niekiedy w nieformalne plemię "Edmontosaurini". Typowy edmontozaur miał około 9 metrów długości, ale zdarzały się też osobniki o długości 12–13 m. Cechą charakterystyczną szkieletu tego gada (jak i innych hadrozaurów) są cieniutkie pałeczki wzdłuż wyrostków kolczystych, które usztywniają kręgosłup. Czaszka zakończona była bardzo szerokim, kaczym dziobem, z tyłu wyrastały zaś setki zębów tworzących baterie zębowe. Miał duży obszar nosowy, dzięki któremu mógł wydawać dźwięki słyszalne z wielu kilometrów. Spłaszczony ogon sugeruje, że te hadrozaury umiały dobrze pływać. Edmontozaur miał na grzbiecie rząd guzków, ciągnących się od szyi od końca ogona; posiadał cienką kość kulszową i biodrową.

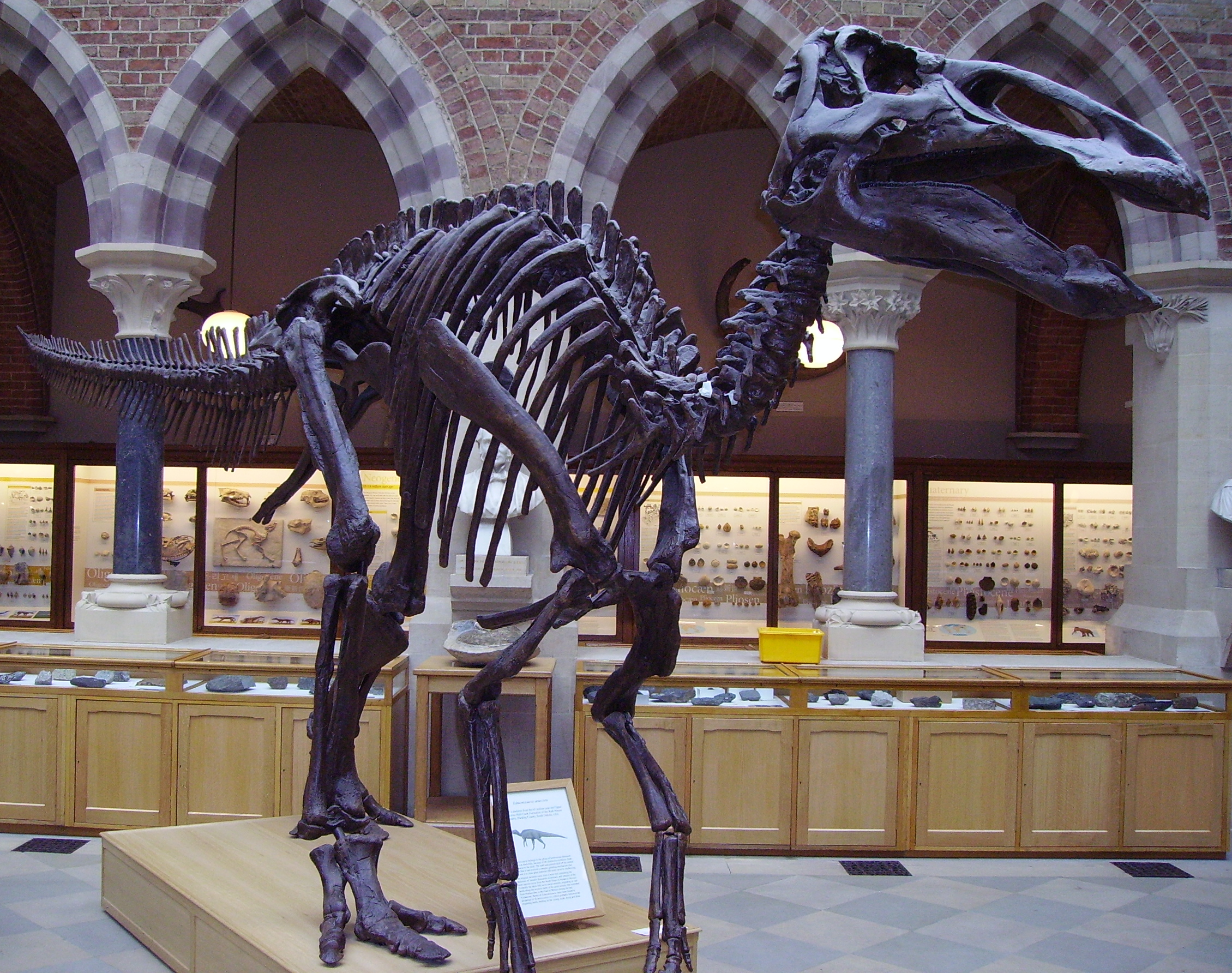
szkielet edmontozaura (Oxford University Museum of Natural History)

## Gatunki
Typowy gatunek, E. regalis znany jest zarówno z wczesnego, jak i późnego mastrychtu, był pospolity i znany jest z kilkunastu osobników. Na samym końcu ery dinozaurów, był drugim najczęściej spotykanym roślinożercą w Ameryce Północnej (po triceratopsie). Był dość duży, mierzył 10–13 m długości.
Edmontosaurus annectens jest znany z późnego mastrychtu, pojawiły się sugestie, że być może są to samice E. regalis.
Edmontosaurus copei (Anatotitan copei) z późnego mastrychtu jest także dużym gatunkiem, lecz był rzadszy niż E. regalis. Charakteryzował się niewielkimi guzkami w okolicy oczu, a jego czaszka była wyjątkowo długa i niska.
Pierwsze szczątki edmontozaura odkrył Lawrence Morris Lambe w prowincji Alberta w formacji Horseshoe Canyon (wtedy nazywanej formacją Edmonton). Potem okazało się, że wcześniej już znajdowano edmontozaury, lecz różni paleontolodzy nadawali im różne nazwy, na przykład Claosaurus annectens Marsha okazał się gatunkiem edmontozaura, tak samo było z Thespesius Sternberga i anatozaurem Gilmore'a.
Dobrze znany z książek popularnonaukowych o dinozaurach Anatozaur jest także synonimem edmontozaura. Gatunek typowy – A. annectens został przemianowany na E. annectens, przez co anatozaur stał się synonimem edmontozaura. Podobnie Anatosaurus saskatchewanensis został także uznany za gatunek rodzaju Edmontosaurus (E. saskatchewanensis). Anatosaurus edmontonensis (albo edmontoni) został uznany za gatunek E. annectens. Natomiast dwa pozostałe gatunki rodzaju Anatosaurus: A. longiceps (wcześniej Trachodon) i A. copei nie utożsamiono z Edmontosaurus z powodu różnic w budowie. Stworzono dla nich nowy rodzaj – Anatotytan, który jednak może być także gatunkiem edmontozaura. Pojawiły się sugestie, że olbrzymi, 15-metrowy hadrozauryd Szantungozaur z Chin także powinien należeć do rodzaju Edmontosaurus, ponieważ cechy różniące go od Edmontosaurus regalis są głównie związane z wielkością zwierzęcia.

## Paleoekologia
We wczesnym mastrychcie, około 71–69 milionów lat temu, edmontozaur żył na równinach zalewowych, ujściach rzek i torfowiskach, obok licznych innych ornitopodów, takich jak zaurolof, ceratopsów (anchiceratops, pachyrinozaur, eotriceratops), pachycefalozaurów (stegoceras), ankylozaurów (euoplocefal i edmontonia). Głównym wrogiem tych roślinożerców był przedstawiciel rodziny tyranozaurów albertozaur. Mniejsze, zagrażające raczej tylko młodym edmontozaurom drapieżniki to atrociraptor i troodon, oraz prawdopodobnie wszystkożerne ornitomim, strutiomim i chirostenot.
Nieco później, pod sam koniec ery dinozaurów, większość z powyższych dinozaurów wymarła, lecz Edmontosaurus (jako jedyny hadrozauryd, obok swojego prawdopodobnego synonimu Anatotitan) nadal był dość pospolity. Liczne ślady ugryzień na kościach edmontozaurów sugerują, że te ornitopody często padały ofiarą tyranozaura. Występowały wtedy także tescelozaurydy bugenazaura i tescelozaur, różne pachycefalozaury (drakoreks, pachycefalozaur, sferotol, stygimoloch) oraz pancerny ankylozaur. Najczęściej spotykane były jednak ceratopsy: bardzo liczny triceratops oraz rzadsze torozaury, diceratus i leptoceratops. Obok nich żyły dromeozaury, ornitomimy, cenagnaty, prymitywne ptaki i ssaki, takie jak dydelfodon, a także krokodyle, champsozaury, jaszczurki, węże, żółwie, żaby i płazy ogoniaste.

## "Mumia" Dakota
W 2000 roku 17-letni Tyler Lyson znalazł w Dakocie Północnej skamieniałe szczątki hadrozaura pochodzące sprzed 67 milionów lat. W 2007 roku, po przeprowadzonych badaniach, okazało się, że okaz jest wspaniale zachowany – zachowały się tkanki miękkie, takie jak mięśnie. Część ogonowa zwierzęcia jest o 25% większa, niż dotychczas sądzono, było to miejsce przyczepu potężnych mięśni nóg, które pozwalały dinozaurowi osiągać prędkość 45 km/h, czyli edmontozaur był w stanie uciec przed tyranozaurem. Tomograf pokazał, że na skórze zwierzęcia znajdowały się paski.

## Nowotwory
W 2003 roku naukowcy przebadali około 10.000 fragmentów kości różnych dinozaurów, należących do 700 różnych osobników. Okazało się, że jedna z rodzin dinozaurów – Hadrozaury była szczególnie podatna na występowanie nowotworów, zaś wśród nich najczęściej chorowały edmontozaury. Przerzuty wystąpiły aż w 3% przebadanych szczątków. Zdecydowana większość patologicznych zmian była zlokalizowana w ogonach. Tak duży odsetek zachorowań tłumaczy się dietą bogatą w karcynogeny. Typową dietą tego dinozaura były igły, nasiona i gałązki drzew iglastych, które zostały znalezione we wnętrznościach znalezionych "mumii". Wydaje się, że edmontozaur żywił się głównie wysoko rosnącą roślinnością, jaką były drzewa.